# Cabeza Ladrero
Cabeza Ladrero (también conocido como Cabezo Ladrero) es un yacimiento arqueológico ubicado al oeste de  Sofuentes, ya en el término municipal de Sos del Rey Católico, en la actual comarca de las Cinco Villas (provincia de Zaragoza). Se sitúa en un pequeño cerro de 563 m de altitud extendiéndose, al menos, por la zona llana que separa la colina de Cabezo Ladrero de otra que hay un poco más al Norte conocida como El Bayo, y por la cima de éste, lo que constituye una superficie de, al menos, 4 ha
El asentamiento, de características desconocidas, se encuadraría cronológicamente en el periodo romano en su mayor parte; aunque debió de tener un origen en la Edad del Hierro, desconociéndose el momento de su abandono.

## Entorno geográfico
Cabeza Ladrero se encuentra en las estribaciones prepirenaicas, en la entrada de un pequeño valle de unas 440 Ha de superficie formado entre la sierra de Serún al Este y la sierra de Peña al Oeste. En él discurren el barranco de la Garganta o Valdeoscura, al pie de la sierra de Serún y el arroyo de Vallacuey que recoge las aguas del Norte y Oeste del valle, procedentes de la Val de Horno y la Val de Cillas, para juntarse con el barranco de la Garganta a 200 m al este del yacimiento.
Se trata, por lo tanto, de un entorno idóneo para la disposición de un asentamiento humano, por cuanto que combina una fuente continua de agua con suelos ricos en nutrientes aptos para su explotación.

## Área de influencia
Un yacimiento arqueológico, sea de la entidad que sea, no está aislado en el territorio, sino que con frecuencia muestra una intensa interrelación con otros enclaves, de igual, superior o de menor tamaño. En el caso de Cabeza Ladrero este parece ser el principal enclave de la zona a tenor de los hallazgos epigráficos.
Por esta razón, teniendo en cuenta la distribución urbanística del entorno, la orografía del terreno y estableciendo un radio de 10 km como óptimo comunicativo del poblamiento que pudo existir en Cabeza Ladrero, se ha planteado un área formada sobre todo por la cuenca del río Castiliscar y algunos valles de la vertiente Sur de la Sierra de Santo Domingo.
Esta selección de límites establece un área de unos 370 km² como zona de influencia, que incluiría los modernos municipios de Sofuentes, Sos del Rey Católico y Castiliscar, en la provincia de Zaragoza, así como Cáseda y Carcastillo en Navarra.

## El yacimiento y sus intervenciones
Aunque el yacimiento es conocido desde antiguo, no ha sido hasta el año 1997 cuando se realizaron las primeras prospecciones del término de Sos del Rey Católico que tuvieron escaso impacto sobre Cabeza Ladrero. En el año 2007, dentro del marco del Plan Puesta en Valor de la Calzada Romana de las Cinco Villas de Aragón que realizó el ente de desarrollo local ADEFO, se desarrolló la prospección de todo el corredor de la vía romana donde se incluyó el yacimiento.
Durante el año 2009 se realizó una segunda fase de este proyecto, dirigida a la localización y delimitación del yacimiento. Esto implicó la excavación de varias trincheras en Cabeza Ladrero y campos circundantes bajo la dirección de J.J. Bienes.
Desde el año 2016 se está desarrollando el Proyecto de Investigación de Cabeza Ladrero, dirigido por el Dr. Ángel A. Jordán, y con la aprobación del Gobierno de Aragón, con el objetivo de estudiar este yacimiento y su entorno.

## Restos y hallazgos
Aunque el yacimiento no había sido excavado de forma sistemática, son muchos los restos conservados en el vecino pueblo de Sofuentes, así como en diferentes colecciones privadas y museos de Navarra y Zaragoza.
En la actualidad, bajo la dirección del Dr. Ángel A. Jordán Lorenzo se han desarrollado ocho campañas de excavación entre los años 2017-2024 en la Necrópolis y Los Bayos

### Arte mueble
- Pesa de balanza con la figura del Dios Attis[6]

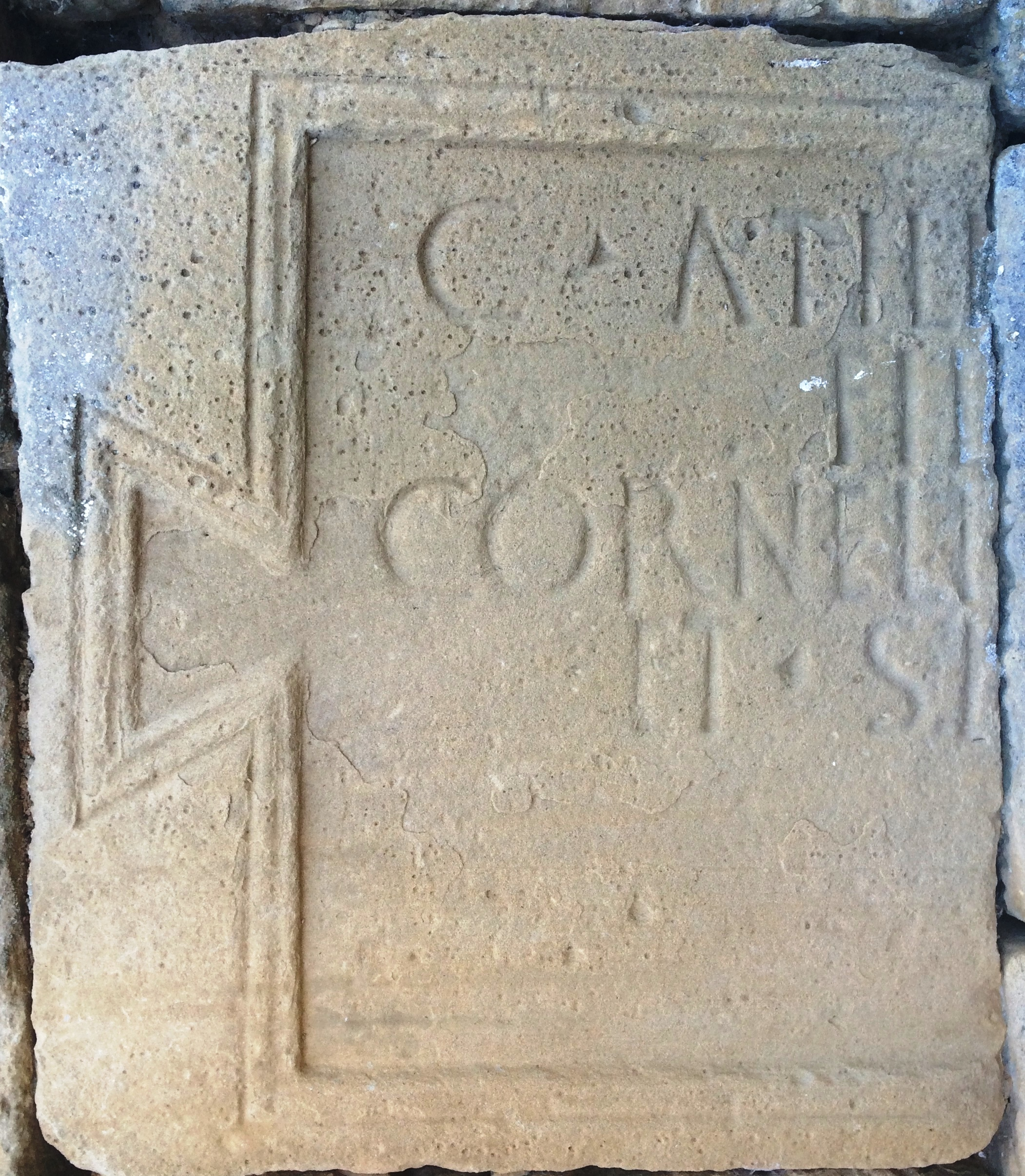
Epitafio de C. Atilio Aquilo

### Epigrafía
Actualmente los restos se encuentran integrados dentro de la arquitectura, habiendo sido reutilizados para la construcción de diversas viviendas en la localidad de Sofuentes.

#### Funeraria[7][8]
- Epitafio de C. Atilio Aquilo
- Epitafio de Bucco Eusadansis f.

### Elementos constructivos
- Capitel compuesto[10]
- Acrótera[11]
- Basa de columna